# Eugryllodes escalerae
Eugryllodes escalerae är en insektsart som först beskrevs av Bolívar, I. 1894.  Eugryllodes escalerae ingår i släktet Eugryllodes och familjen syrsor.

## Underarter
Arten delas in i följande underarter:
- E. e. escalerae
- E. e. lusitanica